# 창밖은 겨울
《창밖은 겨울》은 2022년에 개봉한 대한민국의 영화이다.

## 캐스팅
- 곽민규 : 공석우 역
- 한선화 : 양영애 역
- 안민영 : 김정숙 석우 엄마 역
- 목규리 : 수연 역
- 이정비 : 여직원 역
- 안상진 : 버스 커플 남 역